# Abborrtjärnen (Hällefors socken, Västmanland, 665404-143157)
Abborrtjärnen är en sjö i Hällefors kommun i Västmanland och ingår i Göta älvs huvudavrinningsområde. Sjön har en area på 0,144 kvadratkilometer och ligger 280,3 meter över havet.

## Delavrinningsområde
Abborrtjärnen ingår i det delavrinningsområde (664416-142934) som SMHI kallar för Mynnar i Sikforsåns vattendragsyta. Medelhöjden är 273 meter över havet och ytan är 86,26 kvadratkilometer. Räknas de 3 avrinningsområdena uppströms in blir den ackumulerade arean 118,14 kvadratkilometer. Sävälven som avvattnar avrinningsområdet har biflödesordning 4, vilket innebär att vattnet flödar genom totalt 4 vattendrag innan det når havet efter 372 kilometer. Avrinningsområdet består mestadels av skog (75 procent) och sankmarker (12 procent). Avrinningsområdet har 3,66 kvadratkilometer vattenytor vilket ger det en sjöprocent på 4,2 procent.